# 91st Missile Wing

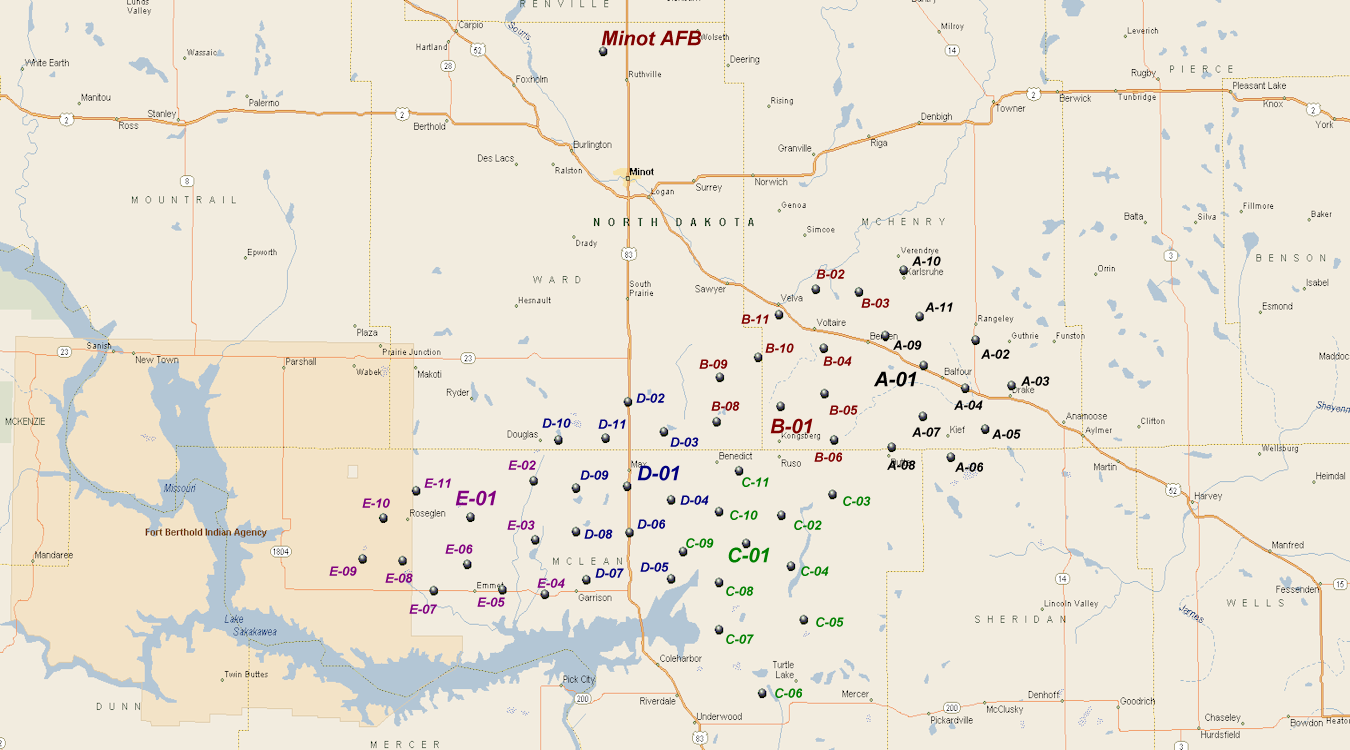
Posizione geografica delle strutture di lancio del 740th MS

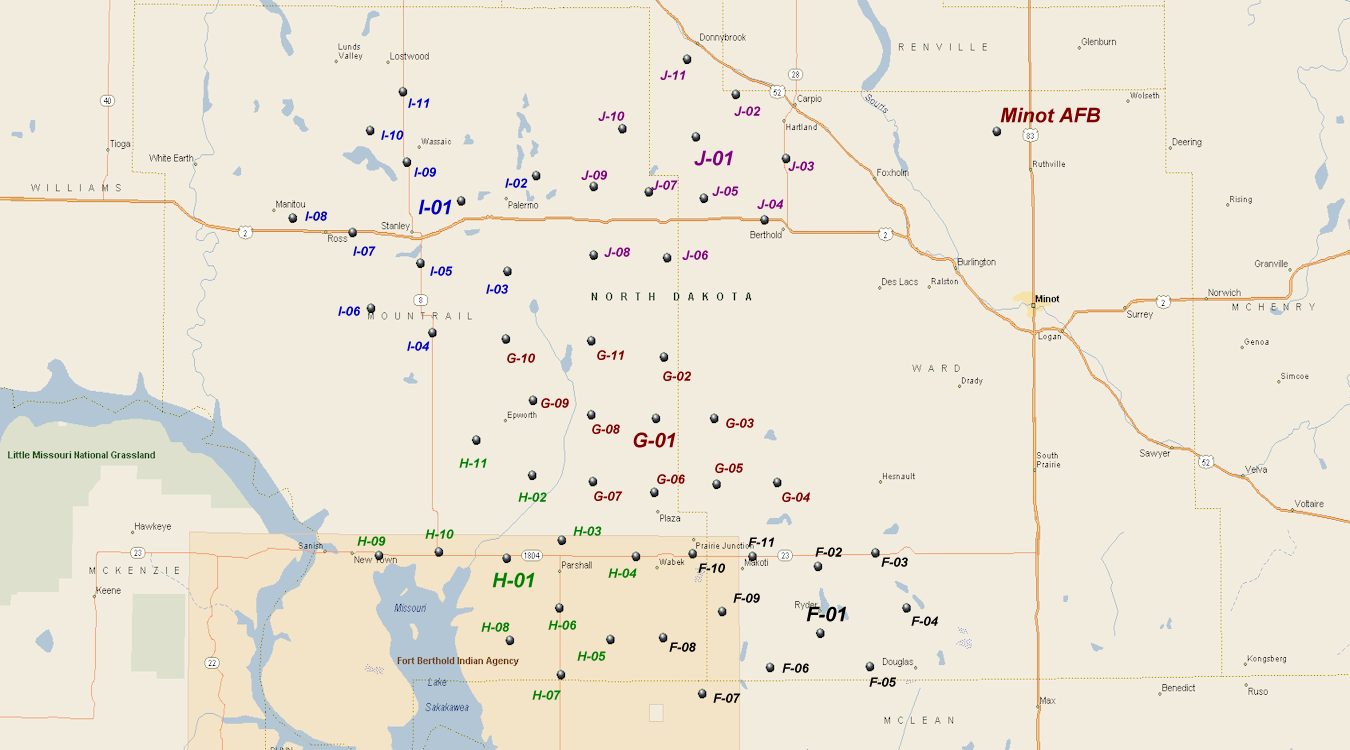
Posizione geografica delle strutture di lancio del 741st MS

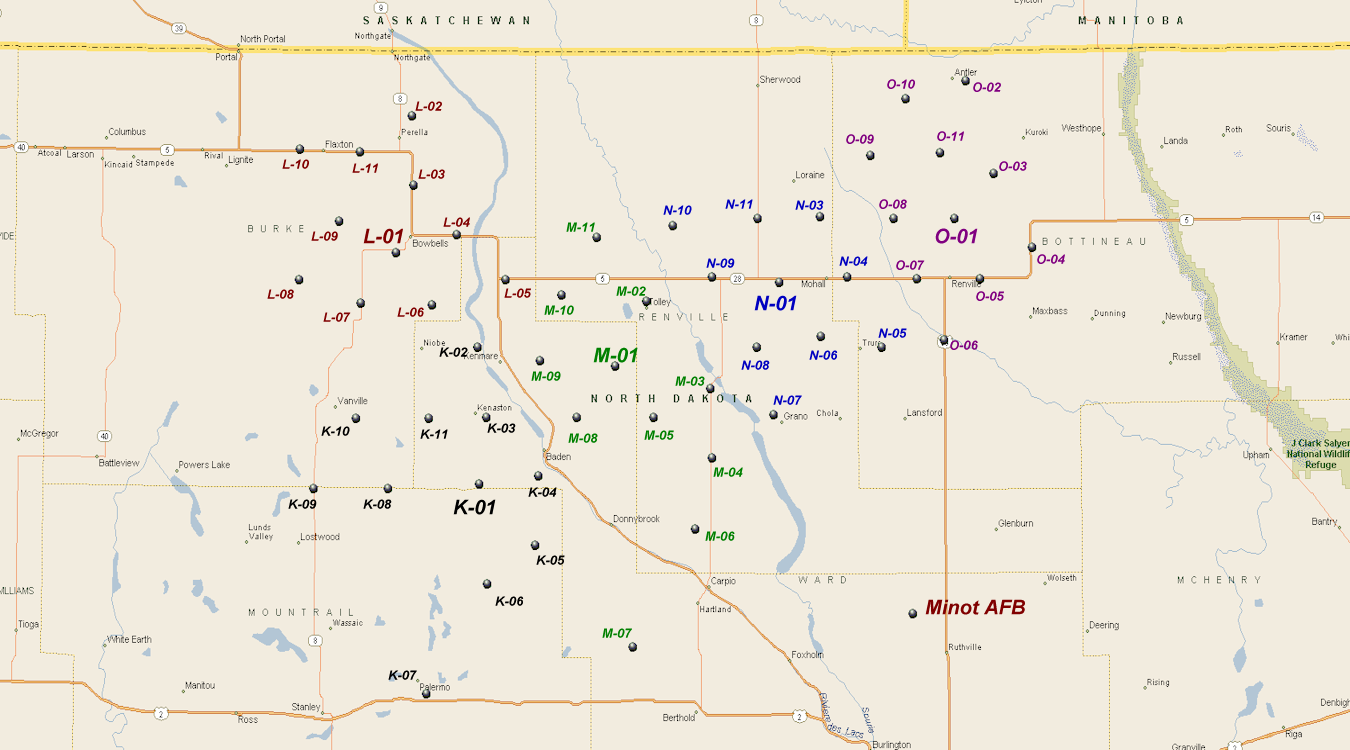
Posizione geografica delle strutture di lancio del 742d MS

Il 91st Missile Wing è uno stormo missilistico dell'Air Force Global Strike Command, inquadrato nella Twentieth Air Force. Il suo quartier generale è situato presso la Minot Air Force Base, nel Dakota del Nord.

## Organizzazione
Attualmente, a settembre 2020, esso controlla:
- 91st Operations  Group
  -  740th Missile Squadron - Equipaggiato con LGM-30G Minuteman III
  -  741st Missile Squadron - Equipaggiato con LGM-30G Minuteman III
  -  742nd Missile Squadron - Equipaggiato con LGM-30G Minuteman III
- 91st Maintenance Group
  - 91st Maintenance Operations Squadron
  - 91st Missile Maintenance Squadron
- 91st Security Forces Group
  - 91st Security Support Squadron
  - 91st Missile Security Forces Squadron
  - 791st Missile Security Forces Squadron
- 91st Medical Group

## Strutture di lancio
Ogni Squadron controlla 5 flights, ognuno di essi identificato da una lettera e costituito da una struttura di allerta missili e da 10 strutture di lancio.